# Cola caricifolia
Cola caricifolia är en malvaväxtart som först beskrevs av George Don jr, och fick sitt nu gällande namn av Karl Moritz Schumann. Cola caricifolia ingår i släktet Cola och familjen malvaväxter. Inga underarter finns listade i Catalogue of Life.